# Montromant
Montromant is een gemeente in het Franse departement Rhône (regio Auvergne-Rhône-Alpes) en telt 365 inwoners (1999). De plaats maakt deel uit van het arrondissement Lyon.

## Geografie
De oppervlakte van Montromant bedraagt 11,0 km², de bevolkingsdichtheid is 33,2 inwoners per km².
De onderstaande kaart toont de ligging van Montromant met de belangrijkste infrastructuur en aangrenzende gemeenten.

## Demografie
Onderstaande figuur toont het verloop van het inwonertal (bron: INSEE-tellingen).